# مجربات
المجربات هي ما يحتاج العقل فيه في جزم الحكم إلى تكرر المشاهدة مرة بعد أخرى، كقولنا شرب السمونيا يسهل الصفراء، وهذا الحكم إنما يحصل بواسطة مشاهدات كثيرة.